# Шанхайський всесвітній фінансовий центр
Шанхайський всесвітній фінансовий центр (кит.: 上海环球金融中心; англ. Shanghai World Financial Center) — хмарочос в Шанхаї, будівництво котрого було завершено влітку 2008 року. Висота центру становить 492 м, 101 поверх і він є третім у світі хмарочосом опісля Тайпей 101 та «Бурдж Дубай» та найвищим будинком Китаю до 2015 року, коли було збудовано Shanghai Tower. Будівництвом займалася японська компанія Mori Building Corporation.

## Історія
Проект будинку було розроблено архітектурним бюро Kohn Pedersen Fox. Будівництво розпочалося в 1997 році, проте було перервано через азійську фінансову кризу кінця 1990-років. Будівництво вежі фінансувалося американськими, японськими, європейськими та китайськими компаніями. Координував фінансування центру американський інвестиційний банк Морган Стенлі.

### Будівництво
27 серпня 1997 року було закладено перший камінь в будівництво центру. Через фінансову кризу японська корпорація Mori Building Corporation призупинила будівництво. 13 лютого 2003 року Mori Building Corporation представила новий проект, за котрим була збільшена висота з запланованих 460 метрів, 94 поверхів до 492 метрів – 101 поверху. 16 листопада 2003 року будівництво було продовжено.
14 вересня 2007 року будівля досягла висоти 492 метри після встановлення останньої сталевої балки. В середині червня 2008 року було завершено скління, а вже в липні було завершено встановлення ліфтів. Будівництво центру було завершено 17 липня 2008 року, а 28 серпня 2008 року центр було офіційно відкрито. Обсерваторія відкрилася 30 серпня того ж року.

### Пожежа
14 серпня 2007 року о 16:30 (GMT +8) на 40-му поверсі спалахнула пожежа. До 17:45 пожежу було ліквідовано. Вона не завдала великих збитків і ніхто не загинув. Причини пожежі і досі не відомі, але за однією з версій причиною було електричне замикання.

## Архітектура

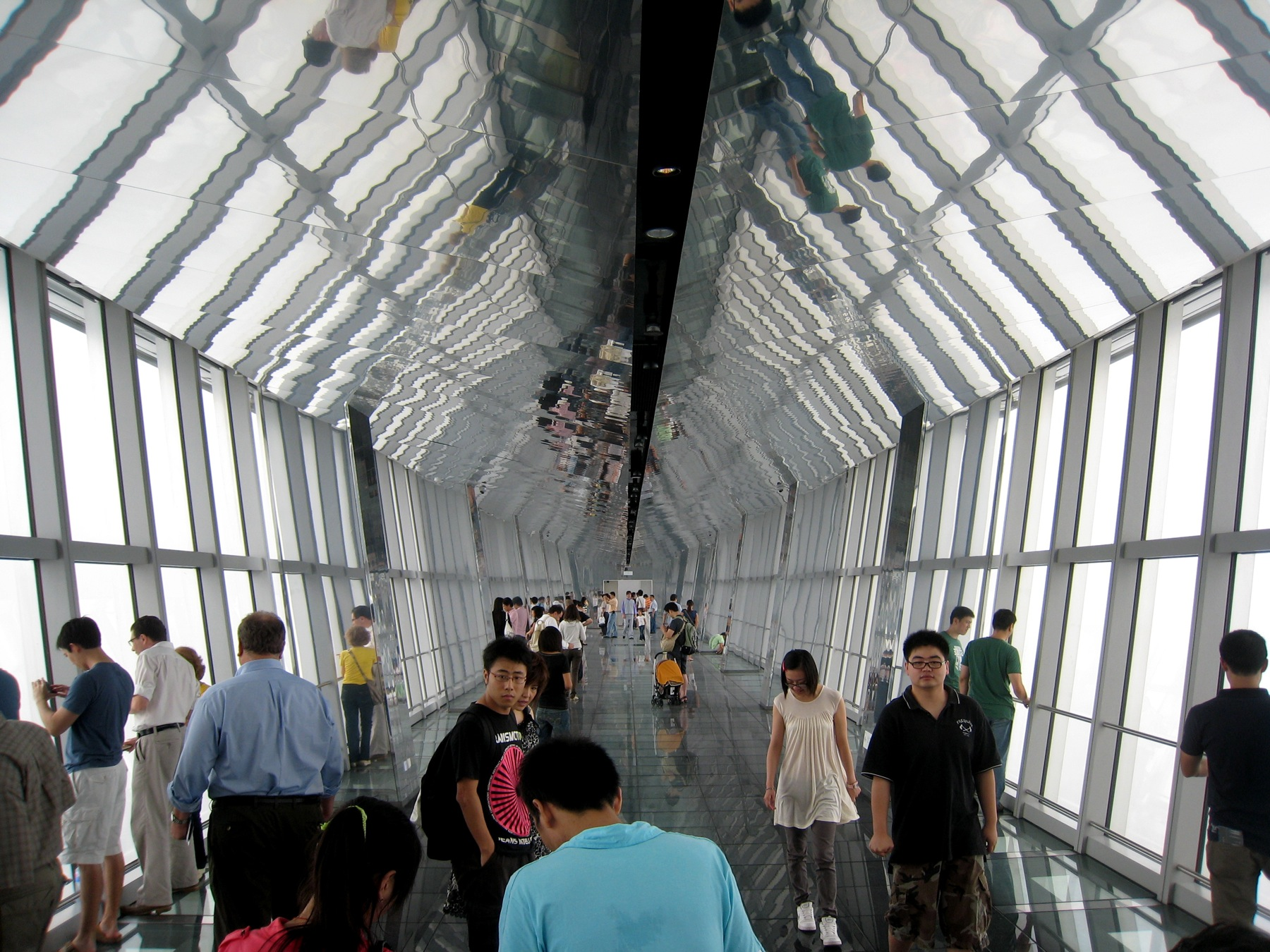
Всередині найвищої обсерваторії

Будинок має квадратну форму, котра звужується до верху де розташований трапецієподібний отвір. Спочатку планувалося що наверху буде круговий отвір діаметром 46 метрів, для зменшення навантаження тиску вітру, а також щоб служити підтекстом китайської міфології, за котрою земля представляється у вигляді квадрата, а небо у вигляді круга. Проте цей дизайн викликав шквал емоцій, почалися протести на чолі з мером Шанхая які вважали, що круг наверху буде символізувати сонце японського прапора. Тому 18 жовтня 2005 року Kohn Pedersen Fox представила альтернативний дизайн з трапецієподібним отвором, що вирішувало б спірні питання і обходилося б дешевше при будівництві. Будинок було прозвано «відкривачка для пляшок» через свій дизайн.
В будинку розташовано три обсерваторії. Перша обсерваторія розташована на 94 поверсі на висоті 423 метрів, друга на 97 поверсі (439 м) і найвища розташована на 100-му поверсі (474 м).

## Галерея

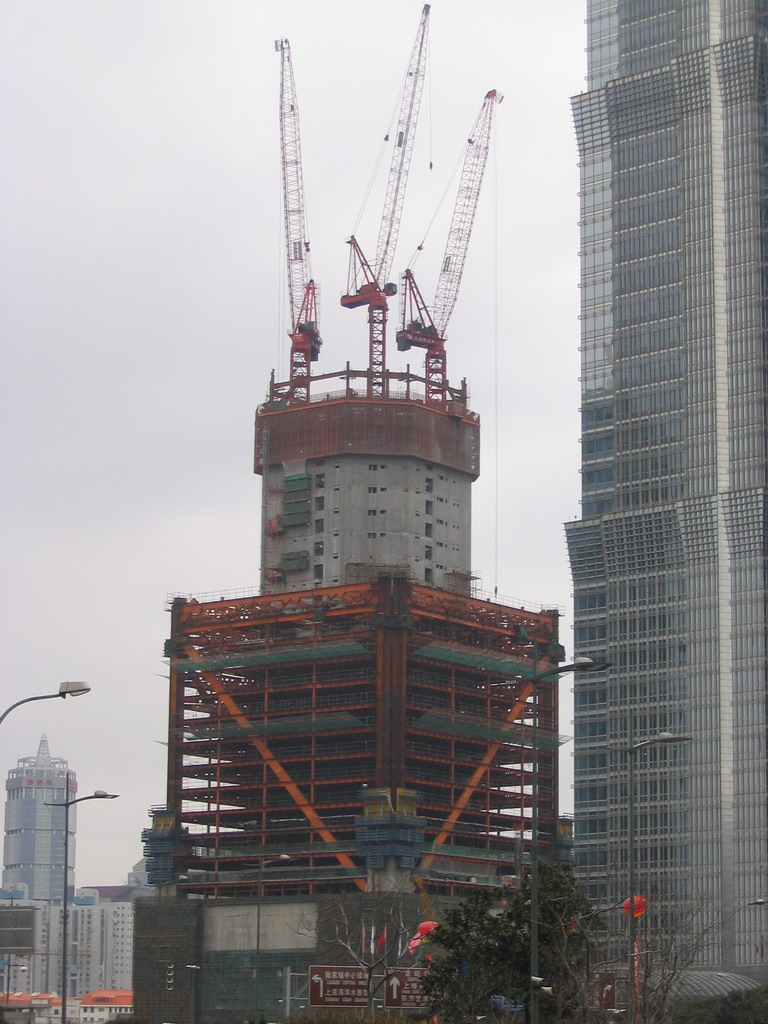
Будівництво центру. Лютий 2006
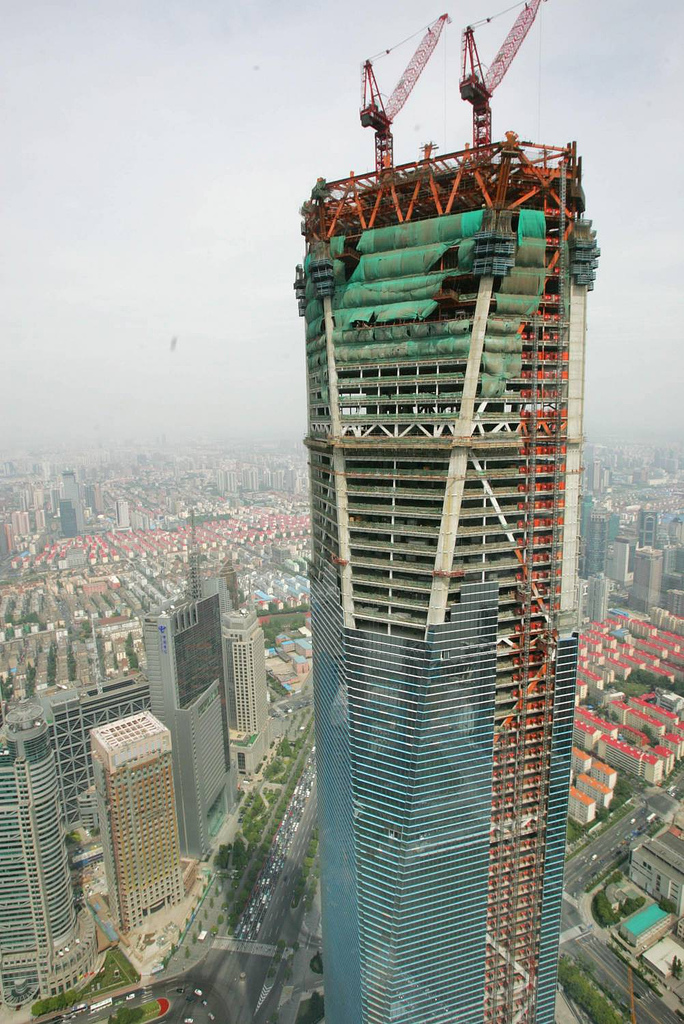
Будівництво в травні 2007 року
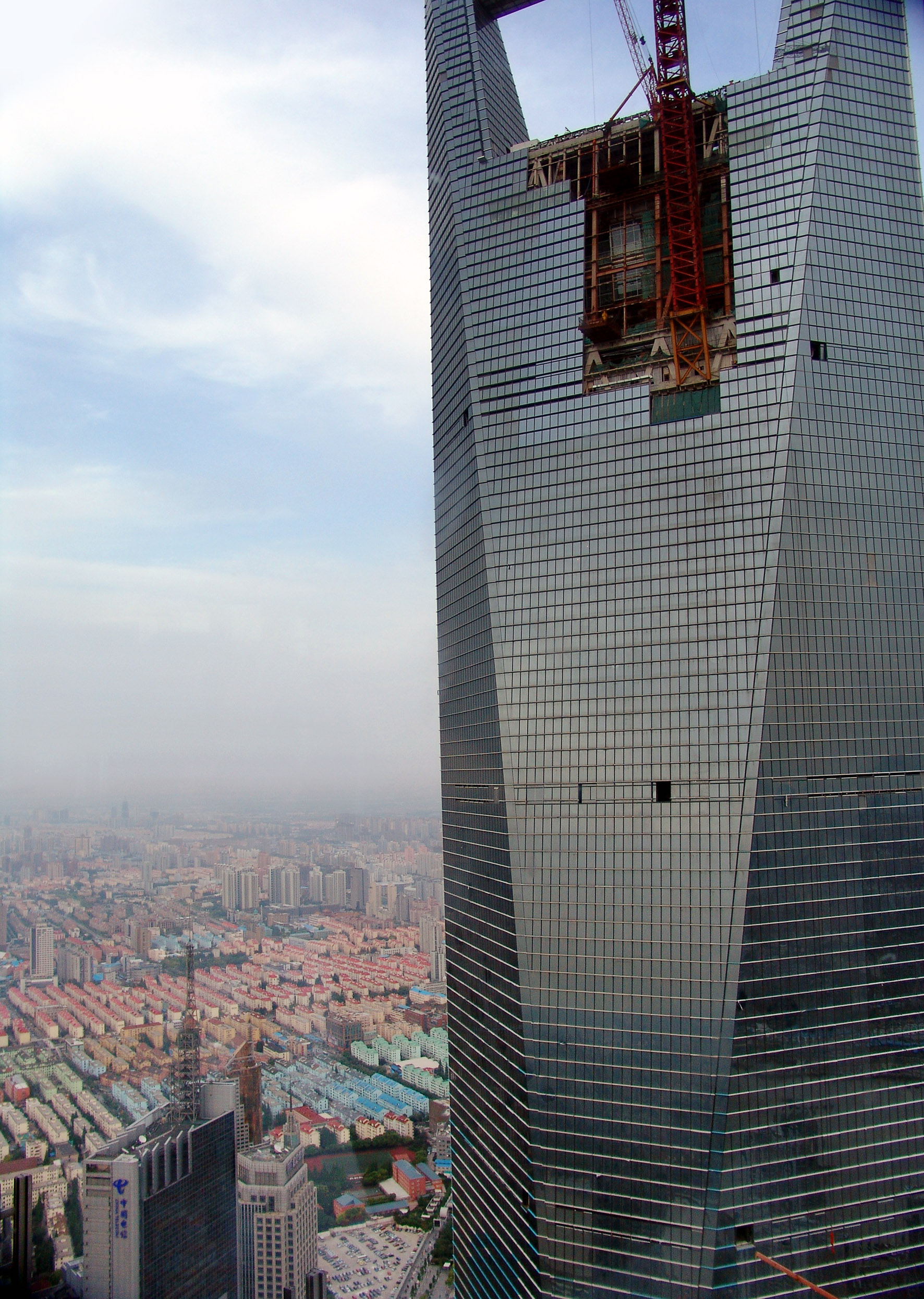
Травень 2008
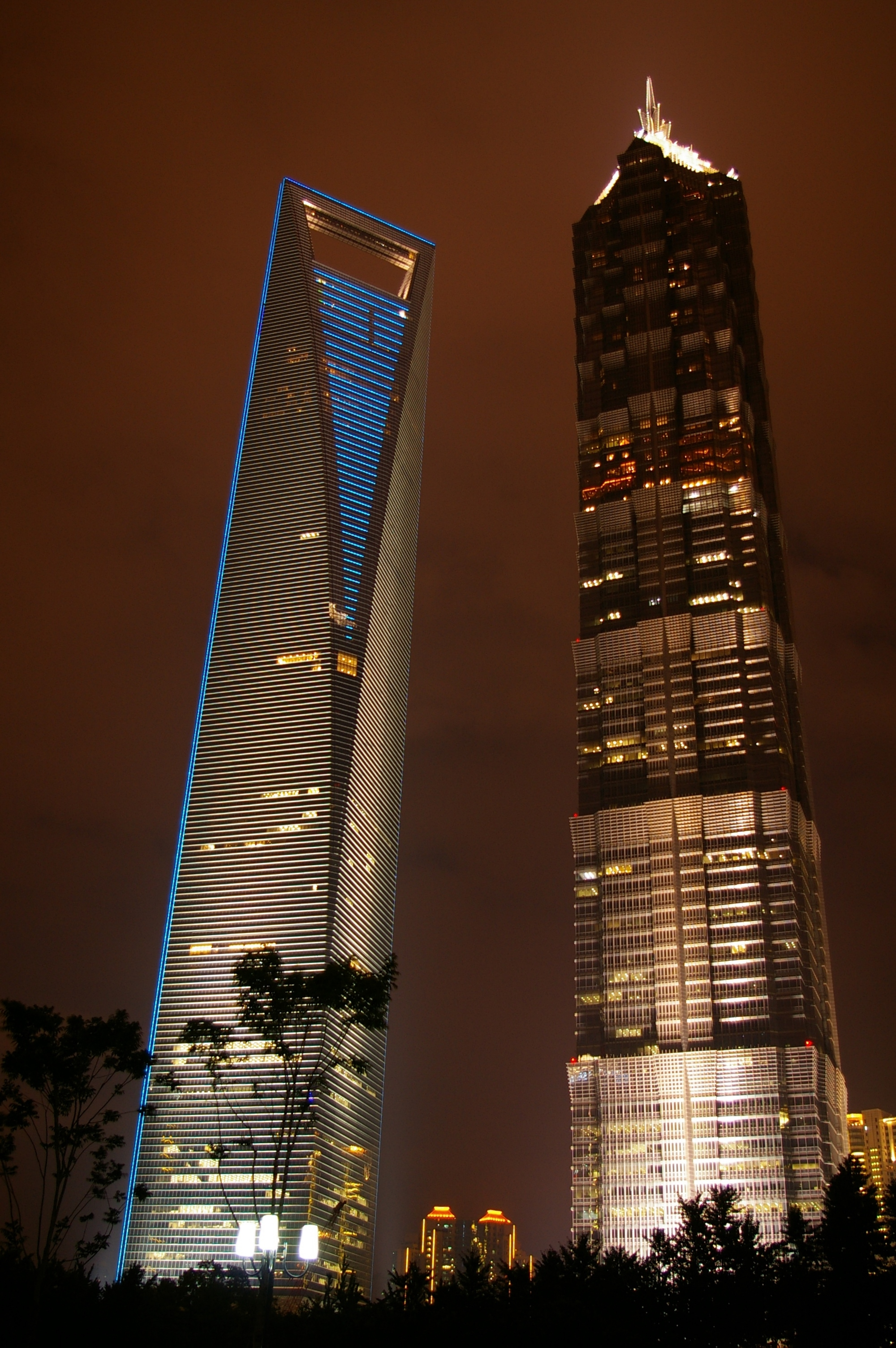
SWFC поряд з Джин Мао

## Виноски
1. 1 2  China's tallest and timely arrival. BBC. 28 серпня 2008. Архів оригіналу за 27 червня 2013. Процитовано 9 березня 2009.
2. ↑  Офіційний сайт. Архів оригіналу за 25 березня 2009. Процитовано 12 червня 2009. [Архівовано 2009-03-25 у Wayback Machine.]
3. ↑  Construction of Shanghai World Financial Center resumes. People's Daily Online. 18 листопада 2005. Архів оригіналу за 22 березня 2021. Процитовано 22 травня 2008.
4. ↑  China's tallest building rises. The Guardian. 14 вересня 2007. Архів оригіналу за 9 липня 2009. Процитовано 22 травня 2008.(The video has been removed as the copyright has expired.)
5. ↑  Fire breaks out at troubled Shanghai World Financial Center. Forbes. AFX News Limited. 14 серпня 2007. Архів оригіналу за 5 липня 2008. Процитовано 22 травня 2008.
6. ↑  Ying, Gao (15 серпня 2007). Shanghai World Financial Center catches fire. Window of China. Xinhua News Agency. Архів оригіналу за 20 вересня 2018. Процитовано 22 травня 2008.
7. ↑  Lubow, Arthur (21 травня 2006). The China Syndrome. The New York Times. The New York Times Company. Архів оригіналу за 19 березня 2011. Процитовано 22 травня 2008.
8. ↑  Shanghai World Financial Center (facts). Архів оригіналу за 16 березня 2008. Процитовано 31 травня 2009.
9. ↑  'Bottle opener' or spire of serenity?